# Dagon
Dagon era inițial zeul fertilității la asiro-babilonieni care a devenit un important zeu semitic, zeul grânelor (ca simbol al fertilității) și al peștelui/pescuitului (ca simbol al multiplicării). El era venerat de primii amoriți și de către locuitorii din orașele Ebla (astăzi Tell Mardikh, Siria) și Ugarit (astăzi Ras Shamra, Siria) (care a fost un oraș antic în apropierea Mării Mediteranene și care conține o mare varietate de scrieri antice și de altare pre-iudeo-creștine). El a fost, de asemenea, un membru important sau poate chiar conducătorul panteonului filistenilor biblici.

Numele lui apare în ebraică ca דגון (în transcriere modernă - Dagon, tiberiană ebraică Dāḡôn), în limba ugaritică ca dgn (probabil vocalizat ca Dagnu) și în akkadiană ca Dagana, Daguna.